# (10089) Turgot
(10089) Turgot ist ein Asteroid des Hauptgürtels, der am 22. September 1990 vom belgischen Astronomen Eric Walter Elst am La-Silla-Observatorium (IAU-Code 809) der Europäischen Südsternwarte in Chile entdeckt wurde.
Der Asteroid gehört zur Nysa-Gruppe, einer nach (44) Nysa benannten Gruppe von Asteroiden, die auch als Hertha-Familie bekannt ist (nach (135) Hertha).
(10089) Turgot wurde am 28. Juli 1999 nach dem französischen Ökonomen Anne Robert Jacques Turgot (1727–1781) benannt, der während der Aufklärung wirkte und die Grundzüge des Ertragsgesetzes beschrieb, dessen Reformen aber letztlich am Widerstand des Adels scheiterten.